# Aulercusok
Aulercusok, ókori galliai nép, Julius Caesar tudósít róluk. Területük a Loire és a Szajna folyók közt terült el. Négy fő törzsre oszlottak: az Aulercus Brannovices, az aeduusok védencei, az ő közelükben az Aulercus Cenomani, akiknek nagy része Felső-Itáliába vándorolt, az Aulercus Eburovices, a mai Normandiában, Mediolanum fővárossal, valamint az Aulercus Diablintes, a mai Mayenne megyében, Novidunum fővárossal.